# Otto Wahle
Otto Wahle (Viena, 5 de novembre de 1879 - Forest Hills, Nova York, Estats Units) va ser un nedador austríac que va prendre part en dues edicions dels Jocs Olímpics, el Jocs Olímpics de 1900 i el 1904.
El 1900, a París, guanyà dues medalles de plata en les proves dels 200 metres obstacles i 1000 metres lliures, mentre que el 1904 guanyà una medalla de bronze en la prova de les 440 iardes lliures.
El 1906 es nacionalitzà estatunidenc, passant a ser entrenador i responsable de l'equip de natació dels Estats Units als Jocs Olímpics de 1912 i de l'equip de waterpolo als Jocs de 1920 i 1924.